# 서귀포온성학교
서귀포온성학교는 제주특별자치도 서귀포시에 있는 공립 지적장애 특수학교이다.

## 학교 연혁
- 2006년 3월 2일: 개교

## 참고 자료
- 서귀포온성학교 - 한국교육학술정보원 학교알리미